# Brusiniidae
Brusiniidae is een familie van kreeftachtigen uit de klasse van de Malacostraca (hogere kreeftachtigen).

## Geslacht
- Brusinia Števcic, 1991